# Mireia Belil
Mireia Belil és una geògrafa catalana, directora general de la Fundació Fòrum Universal de les Cultures. Geògrafa especialitzada en temes de desenvolupament i política urbana, especialment en definició d'estratègies territorials i socials. Treballa regularment com a investigadora i consultora per a organismes internacionals i altres ciutats europees i és vicepresidenta del Consell Social de la Universitat Autònoma de Barcelona. Va dirigir els diàlegs del Fòrum Universal de les Cultures Barcelona 2004 i des del 2005 és la directora general de la Fundació Fòrum, que té com a funcions principals l'organització de fòrums al món, la direcció del Barcelona Center de suport al Pacte Mundial de les Nacions Unides, la gestió de les candidatures per a propers esdeveniments fòrum i l'organització del Camp de la Pau.